# Смирнов, Николай Петрович (режиссёр)
Николай Петрович Смирнов (1912, Харьков — 1963, Донецк) — украинский советский театральный режиссёр

 и актёр, народный артист УССР (1954).
По окончании Харьковского музыкально-драматического института (1933) актёр и режиссёр Донецкого музыкально-драматического театра им. Артема.
Лучшие роли: Лёвшин («Враги» М. Горького), Таланов («Нашествие» Л. Леонова) и другие.
Постановки: «Лимеровна» П. Мирного, «Хозяин» И. Карпенко-Карого, «Антеи» М. Зарудного, «Двенадцатая ночь» В. Шекспира и другие.

## Награды
- орден Трудового Красного Знамени (24.11.1960)